# 編曲家
編曲家（へんきょくか、英: music arranger）は、既存の音楽作品（楽曲）を編曲する人のことであり、特にそれを職業とする人を指す。

## 日本における編曲家
日本のポピュラー音楽における編曲とは、作曲家の旋律（メロディ）に対して伴奏をつける作業を指す。
日本では、編曲家をアレンジャーと呼ぶこともある。アレンジャーの原義は物事を整える者であり、主にポピュラー音楽の制作で編曲を行う者を指す。しかし、英語で「arranger」といえば、「手配師」を指す言葉である。海外では、編曲者も含めて作曲者とすることが多く編曲家（アレンジャー）という職業はあまり定着していない。また日本国内の広告や劇中伴奏（劇伴）の音楽制作等においても稀。日本のポピュラー音楽における特有の職業ともいえる。
編曲は、音楽のジャンルや演奏形態によって多種多様に変化し、録音機器等の知識も必要なため、音楽理論にとどまらず音楽制作全般に関する知識と技術を要求される。そのため、経験を重ねた演奏家（スタジオ・ミュージシャン）や音楽理論で精通した作曲家が編曲をことが多かったが、近年は音楽制作のデジタル化が進みシンセサイザー、ミュージックシーケンサー、デジタル・オーディオ・ワークステーション（DAW）等の高度な知識と技術を有した演奏家、作曲家が行うことが多い。
編曲された楽曲に対して、演奏パートに特化した編曲家が部分的な編曲を行うこともある（例：ストリングスアレンジ、ブラスアレンジ、ギターアレンジ、コーラスアレンジ等）。
編曲家は、レコード会社、音楽出版社、芸能事務所等の音楽プロデューサー、ディレクターの指示を受け編曲をすることが多いが、自らの判断で編曲する場合「サウンド・プロデューサー」と表記される場合もある。特に基準はなく、区別や権限は曖昧である。既存の楽曲の伴奏を変えるリミックス、リアレンジ（再編曲）では「リミキサー」と表記される場合もある。
著作権法では、編曲は二次的著作物とされており、編曲にも著作権が発生する。ただし、JASRACの使用料規程では印税の分配を受けられるのは「公表時編曲者」（楽曲が初めてCD化された際の編曲家）に限定されている。現在の日本では編曲は買い取りが中心で、実際に編曲家に印税が支払われる例は少ないとされる（サウンド・プロデューサー扱いの場合はプロデュース印税が支払われるが、これは著作権に基づく著作権印税ではなく、著作隣接権に基づく原盤印税からの分配である）。
日本における編曲家は、自身の作曲した作品だけでなく他者により制作された作品をさらに編集（アレンジ）する者が多数を占める。

## 関連書籍
- DU BOOKS『ニッポンの編曲家　歌謡曲／ニューミュージック時代を支えたアレンジャーたち』（川瀬泰雄・吉田格・梶田昌史・田渕浩久 著）ISBN 978-4-907583-79-8
- DU BOOKS『編曲の美学　アレンジャー山川恵津子とアイドルソングの時代』（山川恵津子 著）ISBN 978-4-86647-217-1